# Clara Bohitile
Clara Gasebewe Bohitile (geboren am 19. November 1955 in Windhoek, Südwestafrika) ist eine ehemalige namibische Politikerin der SWAPO und Unternehmerin.

## Leben

### Jugend und Ausbildung
Bohitile wurde in der Old Location geboren, einem westlichen Stadtteil von Windhoek, in dem bis Ende der 1950er Jahre ausschließlich schwarze Bevölkerung wohnte. Sie wuchs in einer kinderreichen katholischen Familie auf einem Bauernhof auf. Sie besuchte eine Reihe katholischer Bildungseinrichtungen. Zunächst war das der Kindergarten in der Old Location, wurde dort aber nach dem 10. Dezember 1959 durch die gewaltsame Umsiedlungsaktion nach Katutura, einem nördlichen Stadtteil von Windhoek, herausgerissen. Von dort besuchte sie die Vor- und Grundschule in Guinichas in der Nähe von Gobabis und dann die St. Joseph High School in Döbra. Anschließend studierte Bohitile Hauswirtschaft am Tshiye College und erlangte durch ein Stipendium der katholischen Kirche an der Vista University in Pretoria, einen Abschluss zur Lehrbefähigung.

### Lehrerin
Damit unterrichtete sie ab 1976 drei Jahre an ihrer ehemaligen Grundschule in Guinichas, kehrte danach zur Vista University zurück und vervollständigte ihr Studium in Englisch und Hauswirtschaft. Ab Mitte der 1980er Jahre unterrichtete Bohitile an der Immanuel Shifidi Secondary School in Windhoek bis 1988.

### Politische Karriere
Als Mitglied der SWAPO war Bohitile von 1995 bis 2005 Mitglied der 2. und 3. Nationalversammlung Namibias und zeitgleich auch stellvertretende Ministerin für Bildung und Kultur. Sie trat von 2007 bis 2010 wieder in die Nationalversammlung ein, als Nachfolgerin von Ben Amathila, der sein Amt niederlegte. Sie ist Mitglied des SWAPO Party Women's Council und damit auch des SWAPO-Zentralkomitees.

### Landwirtin
Bohitile war als Landwirtin tätig. Sie kaufte Anfang 2000 die Farm Tennessee bei Nina, um mit Rindern, Schafen und Ziegen kommerzielle Landwirtschaft zu betreiben. 2006 wurde sie von der Namibia Agricultural Union zur aufstrebenden Landwirtin des Jahres ernannt. Im September 2010 wurde sie als erste Frau in den Vorstand von Meatco gewählt.

### Weitere berufliche Aktivitäten
Bohitile war im Vorstand des Windhoek Country Club Resort. Von 1989 bis 1991 gehörte sie dem Council of Churches in Namibia (CCN) und von 1992 bis 1995 dem Vorstand der Rössing Foundation, außerdem der National Planning Commission, von TransNamib und der Communications Regulatory Authority of Namibia.

### Auszeichnungen
Bohitile wurde am Heldentag 2014 der Excellent Order of the Eagle, dritter Klasse, verliehen.